# Brewster (Ohio)
Brewster és una població dels Estats Units a l'estat d'Ohio. Segons el cens del 2000 tenia 2.324 habitants.

## Demografia
Segons el cens del 2000, Brewster tenia 2.324 habitants, 855 habitatges, i 630 famílies. La densitat de població era de 442 habitants per km².
Dels 855 habitatges en un 35,7% hi vivien nens de menys de 18 anys, en un 58,8% hi vivien parelles casades, en un 11,1% dones solteres, i en un 26,3% no eren unitats familiars. En el 22,2% dels habitatges hi vivien persones soles el 12,9% de les quals corresponia a persones de 65 anys o més que vivien soles. El nombre mitjà de persones vivint en cada habitatge era de 2,62 i el nombre mitjà de persones que vivien en cada família era de 3,07.
Per edats la població es repartia de la següent manera: un 25,9% tenia menys de 18 anys, un 7,1% entre 18 i 24, un 28,7% entre 25 i 44, un 20,5% de 45 a 60 i un 17,9% 65 anys o més.
L'edat mediana era de 38 anys. Per cada 100 dones de 18 o més anys hi havia 87,6 homes.
La renda mediana per habitatge era de 37.853 $ i la renda mediana per família de 42.200 $. Els homes tenien una renda mediana de 34.798 $ mentre que les dones 20.769 $. La renda per capita de la població era de 17.614 $. Aproximadament el 6% de les famílies i el 5,9% de la població estaven per davall del llindar de pobresa.

## Poblacions més properes
El següent diagrama mostra les poblacions més properes.